# Forcipomyia uramaensis
Forcipomyia uramaensis är en tvåvingeart som beskrevs av Gustavo R. Spinelli och Dippolito 1995. Forcipomyia uramaensis ingår i släktet Forcipomyia och familjen svidknott.
Artens utbredningsområde är Venezuela. Inga underarter finns listade i Catalogue of Life.